# Kathedrale von Saint-Malo

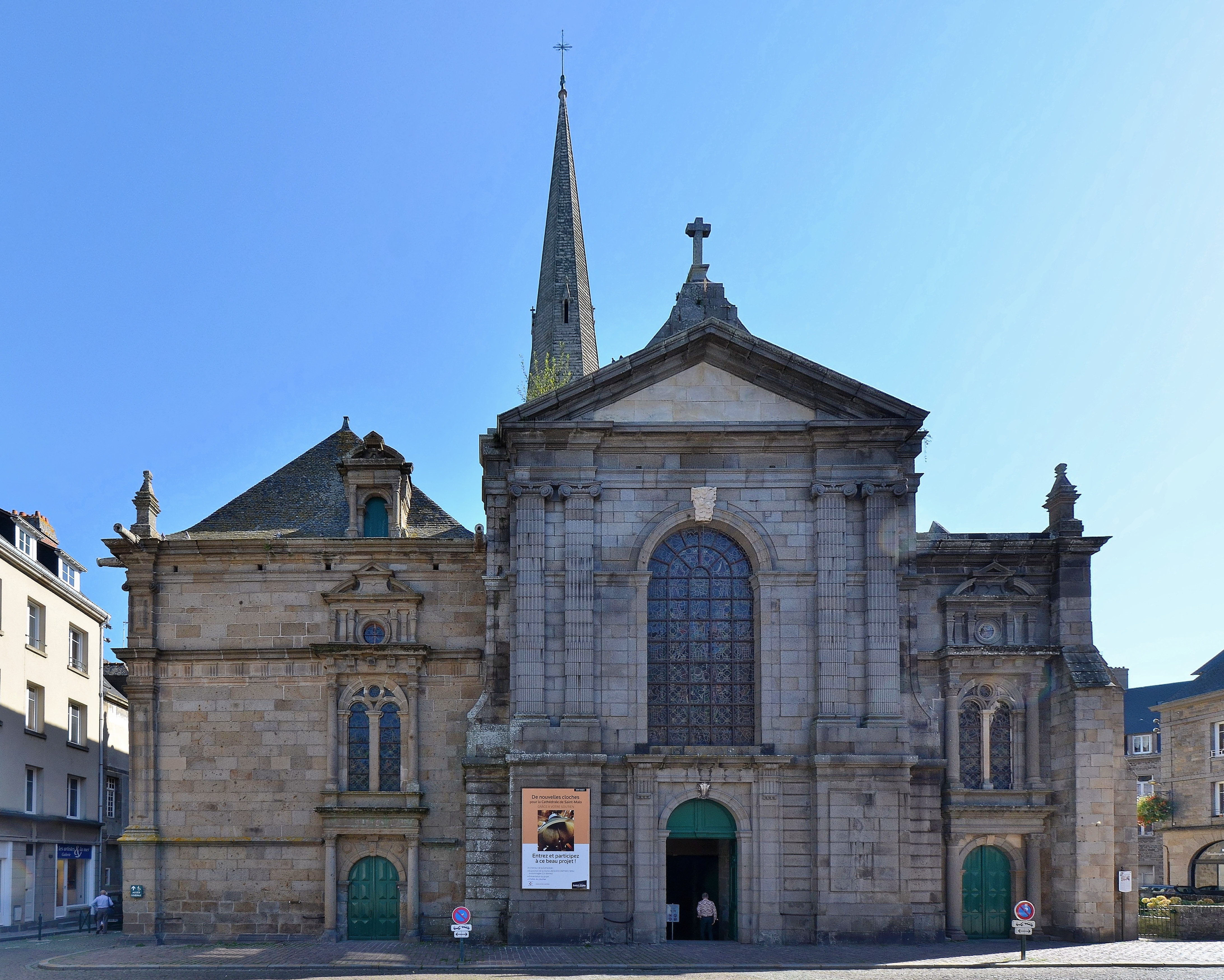
Kathedrale von Saint-Malo

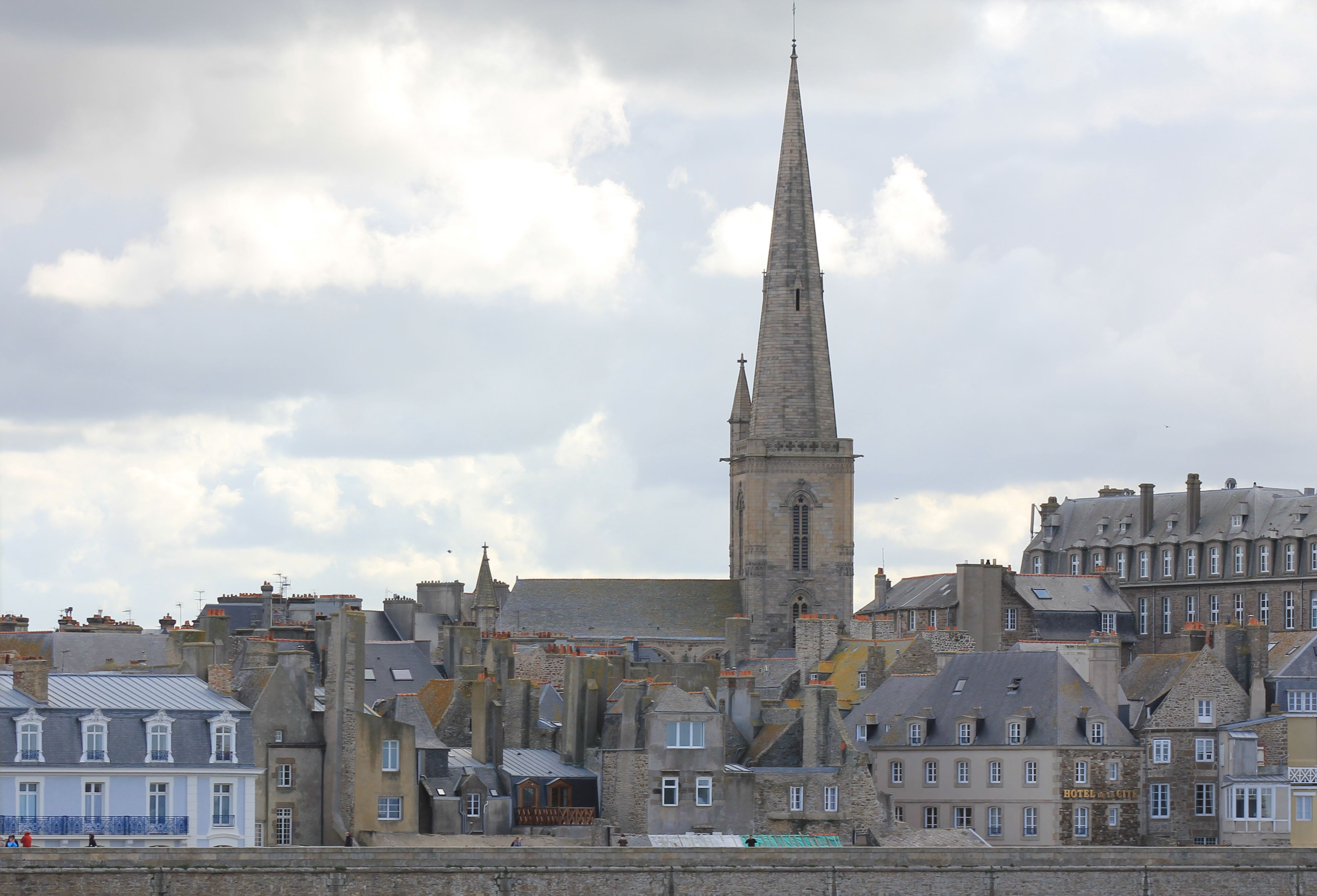
Blick vom Hafen auf die Kirche mit der Altstadt

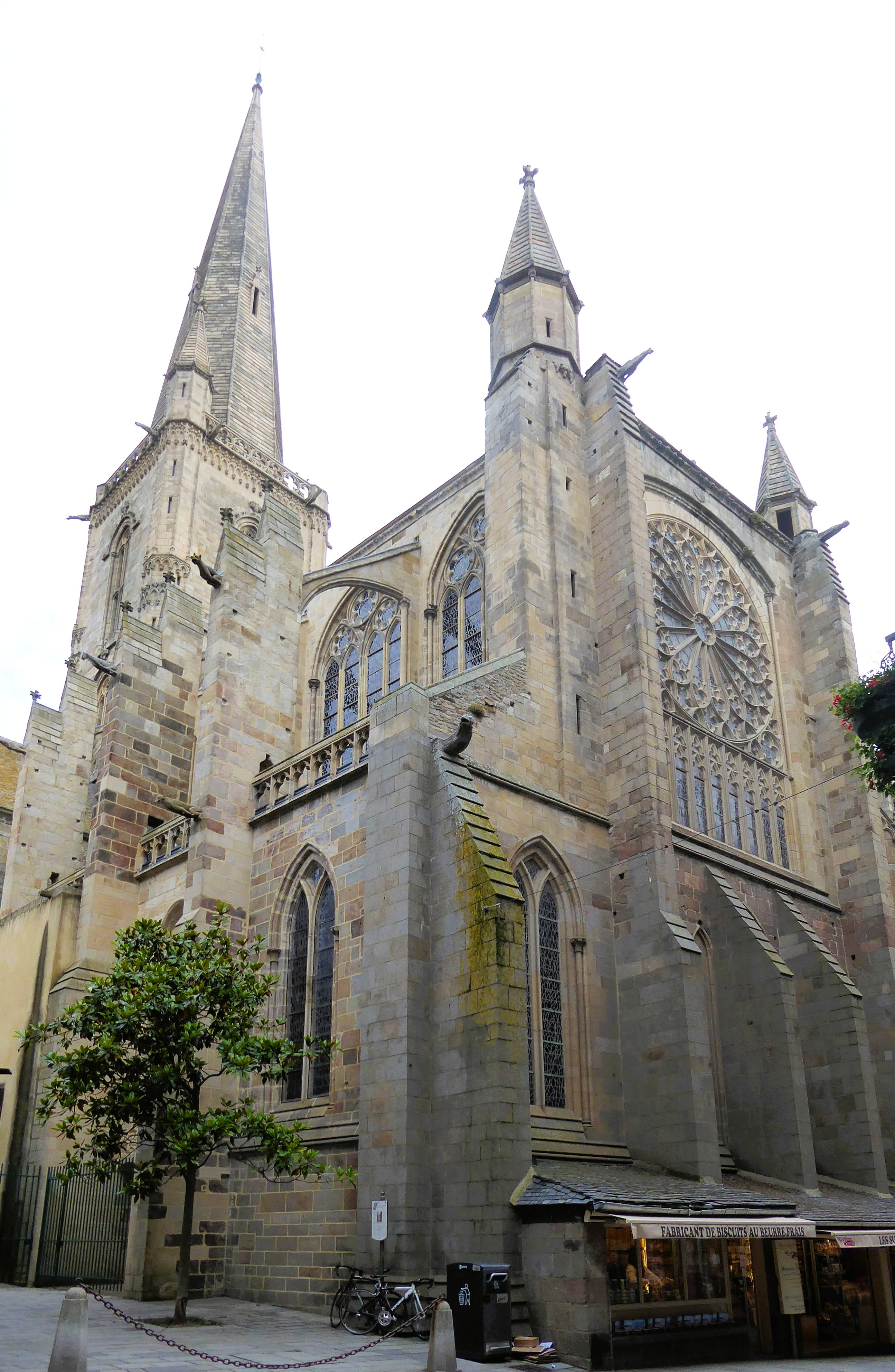
Blick zum gotischen Hallenchor, der wegen der Hanglage der Kathedrale niedriger liegt als das Kirchenschiff, in den engen Gassen der Altstadt

Die Kathedrale Saint-Vincent de Saint-Malo ist eine aus dem Mittelalter stammende Kathedralkirche in der nordbretonischen Stadt Saint-Malo. Sie steht unter dem Patrozinium des heiligen Vinzenz von Valencia und ist eine von zwei Konkathedralen des Erzbistums Rennes. Ihre Architektur verbindet romanische und gotische Stilelemente. 
1145 wurde die Kathedrale Sitz des Bistums Saint-Malo. Dieses wurde im Zuge der Französischen Revolution 1790 durch die Zivilverfassung des Klerus abgeschafft, und ihr Territorium wurde zwischen den Diözesen Rennes, Saint-Brieuc und Vannes aufgeteilt. Die Kirche steht seit 1910 unter Denkmalschutz. Bei Bombenangriffen und Beschuss auf Saint-Malo im August 1944 wurde sie schwer beschädigt und zwischen 1944 und 1972 restauriert. Sie ist eine der sieben Kathedralen der bretonischen Pilgerroute Tro-Breizh.

## Geschichte
Bevor Saint-Malo Bischofssitz wurde, existierte am Standort der Kathedrale ein kleines, dem heiligen Malo geweihtes Kloster, das der Abtei Marmoutiers unterstand. Im Jahr 1145 erreichte Jean de la Grille, seit 1144 Bischof von Aleth, von Papst Eugen III., dass der Sitz der Diözese nach Saint-Malo verlegt wurde und die Klosterkirche zur Kathedrale erhoben wurde. Es wurden Umbauten vorgenommen, bis eine mittelgroße Kirchenanlage im romanischen Stil entstand, bestehend aus einem dreijochigen Langhaus ohne Seitenschiffe, einem Querschiff mit einem quadratischen Turm und einem Chor. An die Südseite grenzten ein Kreuzgang und Klostergebäude, in dem ein Kapitel der Kanoniker untergebracht war. Im 13. Jahrhundert wurde der Chor von Bischof Geoffroy de Pontual im gotischen Stil umgebaut und an der Südseite ein Kapitelsaal angefügt.
Der Turm, dessen Bau im 12. Jahrhundert begann, wurde 1422 erhöht. Das südliche Seitenschiff stammt ebenfalls aus dem 15. Jahrhundert, wie das Grabmal, in dem Olivier Troussier 1475 begraben wurde, und das gemeißelte Wappen von Bischof Jean L’Espervier belegen. Im selben Zeitraum wurden nördlich des Chors drei neue Kapellen angebaut.
Zwischen 1583 und 1607 wurde das nördliche Seitenschiff von Thomas Poussin entworfen, während das nördliche Querschiff vergrößert und der Treppenturm des Turmbereichs errichtet wurde. Das südliche Querschiff wurde zwischen 1623 und 1630 von Jean Potier symmetrisch erweitert. 1676 wurden der Boden des Chors sowie der Chorumgang auf die gleiche Höhe wie das Kirchenschiff angehoben. 1695 zerstörten die Kanonen einer englisch-niederländischen Flotte die Rosettenfenster der Apsis, die durch drei halbrunde Erker ersetzt wurde.
Die Kapelle des Allerheiligsten Sakraments wurde 1718 im Süden errichtet, anschließend wurde der Glockenturm erhöht und mit einer Schieferkuppel bedeckt. Die Fassade wurde 1772–1773 im klassizistischen Stil nach Plänen von Robert Véron, einem Architekten aus Saint-Servan, umgebaut. Sie ist großenteils auf dem mittelalterlichen Mauerwerk aufgebracht.
1851 schuf der Architekt Reynaud rechts vom Hauptportal ein neues Portal im Renaissancestil. 1858 ließ sich Napoleon III. von Pfarrer Huchet davon überzeugen, den Turm mit einer großen, durchbrochenen Turmspitze im bretonischen Stil aus Pierre de Caen zu versehen, die von vier durchbrochenen Fialen umgeben war. Sie wurde vom Bauunternehmer Leroyer nach Plänen von Frangeul Père et Fils errichtet. Diese Turmspitze, die denen der zeitgleich erbauten Kathedrale Saint-Corentin in Quimper sehr ähnelte, ersetzte die ältere Schieferkuppel. Das krönende Kreuz auf der Turmspitze wurde 1860 angebracht.
Im Zweiten Weltkrieg wurde die Stadt Saint-Malo während der Kämpfe Anfang August 1944 von deutschen und amerikanischen Bomben und Artillerieangriffen schwer getroffen. Granaten eines deutschen Minensuchboots zerstörten am 6. August die Turmspitze der Kathedrale, die daraufhin auf die Herz-Jesu-Kapelle stürzte und großen Schaden anrichtete. Vernichtet wurde u. a. eine alte Orgel, die 1893 von Louis Debierre erbaut worden war. Am 21. Mai 1972, nach 28 Jahren Bauzeit, fand eine Feier zum Abschluss der Restaurierung der Kathedrale statt, die von Raymond Cornon und Pierre Prunet, den offiziellen Architekten der Denkmalverwaltung, geleitet wurde. Cornon arbeitete auch an Rekonstruktionen in Fougères, Rennes, Quimper, Vannes, Nantes und Vitré.
Die Kriegszerstörungen waren tiefgreifender als ursprünglich eingeschätzt, so dass die vorgesehenen Wiederaufbaumittel nicht für die vollständige Rekonstruktion ausreichten. Der Wiederaufbau des Kirchenschiffs verschlang das für den Turm mit vorgesehene Budget. Mehr als zehn Jahre nach Abschluss des Wiederaufbaus der Stadt und nach mehreren Spendenaktionen, auch in Kanada, wurde der Turm der Kathedrale schließlich wieder aufgebaut. Obwohl er in der Höhe mit dem Original identisch ist (die Kathedrale misst vom Boden bis zum Kreuz 77 m), ist dieser neue Turm, entworfen von Prunet, von einem schlichteren Stil geprägt, der sich an der Kirche Saint-Pierre in Périers orientiert. 1972 fand in Anwesenheit der Bischöfe und des kanadischen Botschafters die Wiedereinweihung statt, um die „Wiedergeburt der Kathedrale“ zu feiern. 1987 wurde auf der Spitze des Turms ein neues Krönungskreuz errichtet.

## Architektonische Gestalt

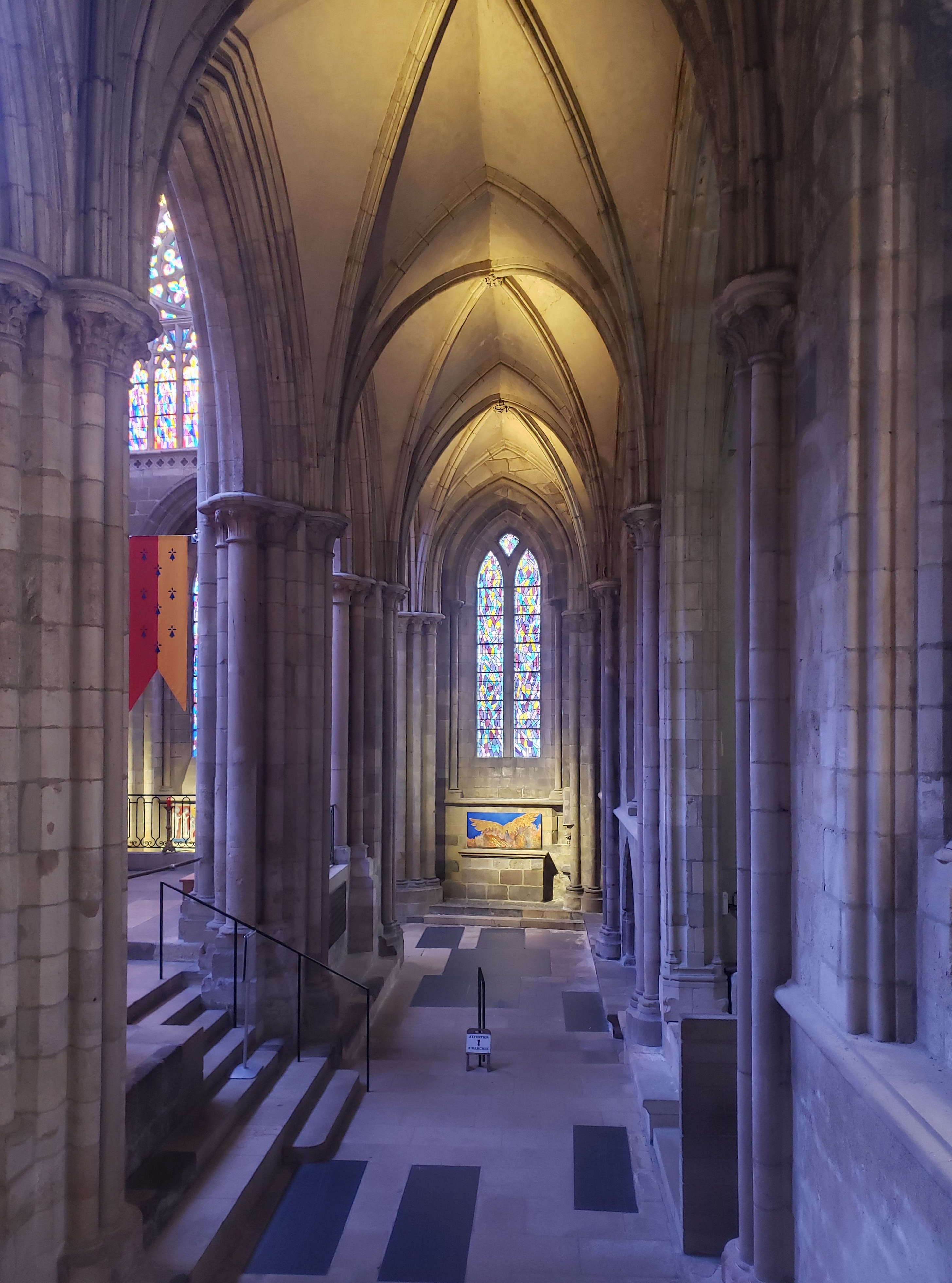
Blick aus dem Langhaus in den niedriger liegenden Chorumgang des gotischen Hallenchors

Der Grundriss der Kathedrale folgt dem eines lateinischen Kreuzes. Die Gewölbe des Chors und des südlichen Seitenschiffs sind spitzbogig (gotisch). Das Gewölbe des nördlichen Seitenschiffs ist ein Kreuzgratgewölbe, und die Decke der Südkapelle ist mit modernen Täfelungen versehen.
Im und nach dem Spätmittelalter wurde vor allem der Bereich des Chores und der Apsis erweitert, Seitenschiffe und Kapellen angebaut, bzw. erneuert, und die Fassade dem Stilempfinden der Renaissance und des Neoklassizismus angepasst. Für den Bau des hochgotischen Hallenchors stand wegen der Hanglage der Kathedrale und der umgebenden Bebauung innerhalb der Stadtmauern nur wenig Platz zur Verfügung, daher entwarfen die Baumeister der Gotik ein Raumkonzept, um sich den Gegebenheiten und Einschränkungen anzupassen. Der Hochchor mit dem Gestühl des Domkapitels liegt einige Stufen niedriger als das alte Langhaus der Kathedrale. Aus dem Hochchor wiederum muss man erneut einige Stufen hinabsteigen, um in den Chorumgang zu gelangen.
Ältere Glaubens- und Kunstzeugnisse wurden in die Umbauten integriert. Über dem Chorumgang befindet sich z. B. ein steinerner Sarkophag aus dem 12. Jahrhundert mit den Reliquien von Jean de Châtillon, dem ersten Bischof von Saint-Malo. Am Fuße der Apsis befindet sich eine Truhe mit den Reliquien des Märtyrers Célestin aus dem 2. Jahrhundert, die Papst Pius VII. dem letzten Bischof von Saint-Malo, Monseigneur Courtois de Pressigny, schenkte. Die Statuen von „La Foi“, dem Heiligen Maur und dem Heiligen Benoit in der Kathedrale sind Werke von Francesco Maria Schiaffino aus Genua. Sie stammen aus dem Jahr 1743 und kamen aus einer alten Benediktinerkirche, die später zum „Palais de Justice“ von Saint-Malo wurde.

## Ausstattung

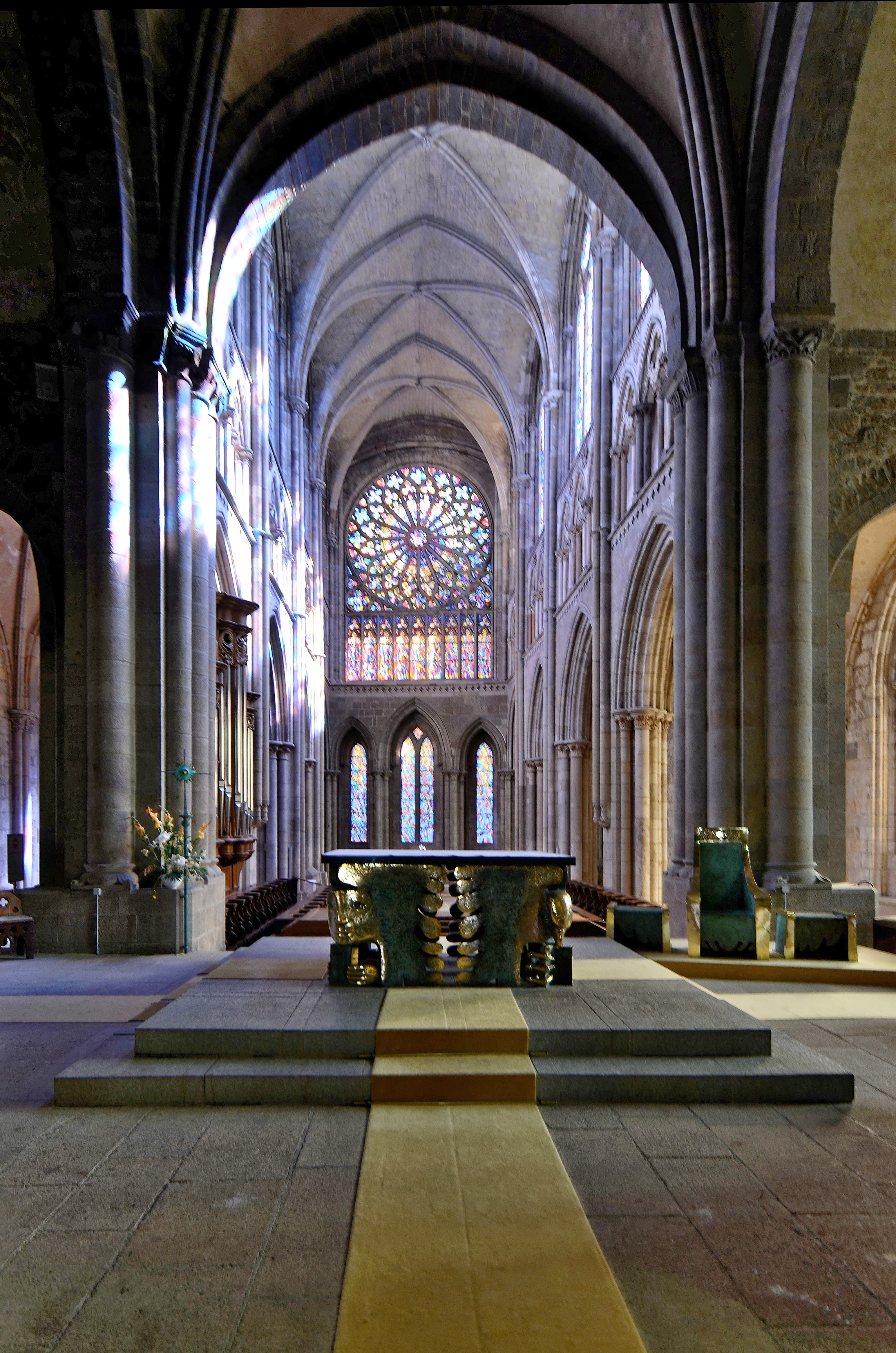
Blick von der Vierung in Richtung des gotischen Hochchors, der wegen der Hanglage der Kirche ein tieferes Bodenniveau als das alte Langhaus hat

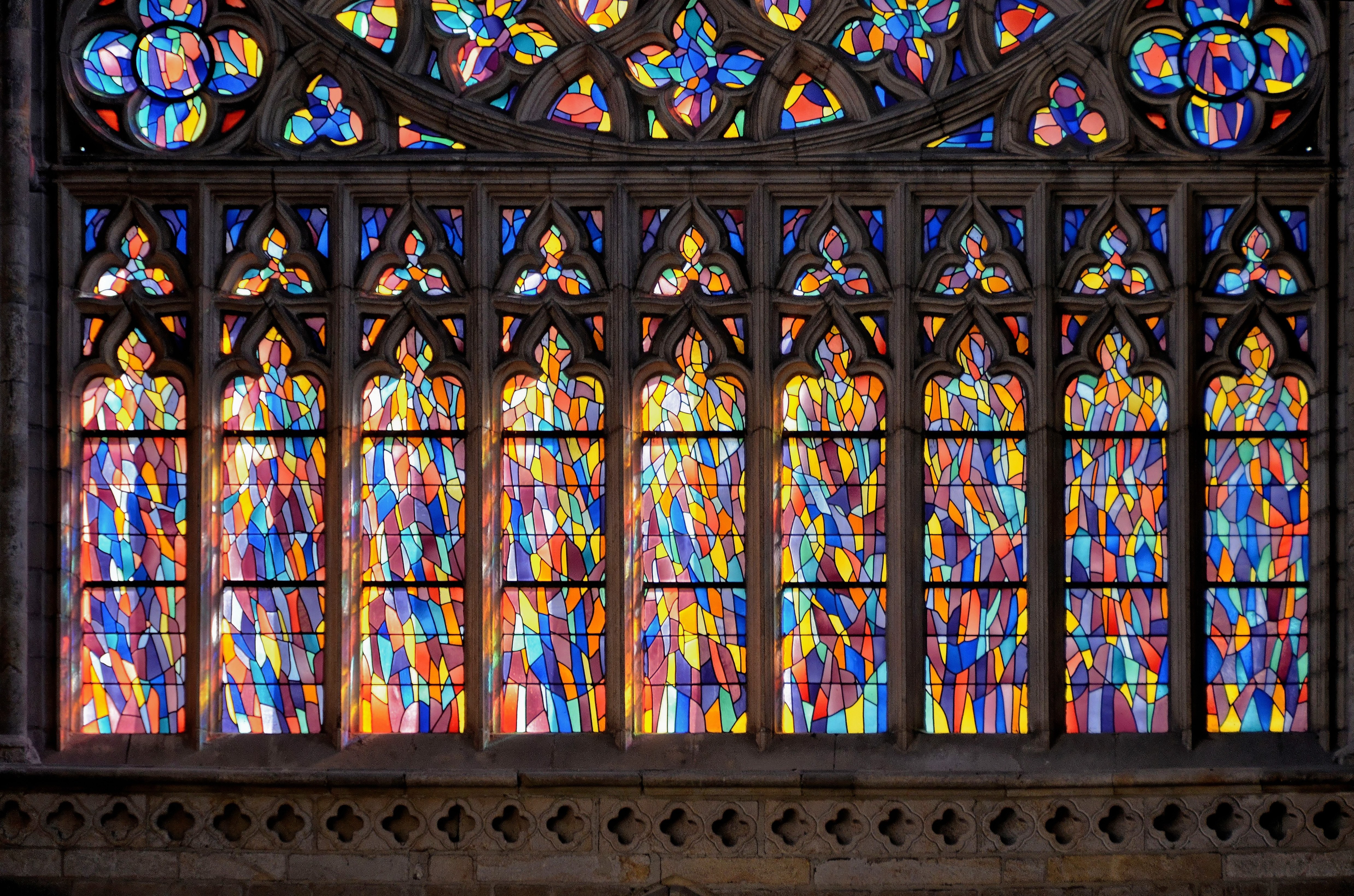
Die abstrakten Motive der Buntglasfenster des Chore wurden von Jean Le Moal in Zusammenarbeit mit Bernard Allain geschaffen

Die Buntglasfenster des Kirchenschiffes stammen von Max Ingrand. Sie illustrieren Szenen aus der Geschichte der Kathedrale und der Stadt und erinnern an Heilige, die vor allem in der Bretagne verehrt werden.
Die Buntglasfenster des Querschiffs und des Chors wurden in abstraktem Stil von dem modernen Maler Jean Le Moal in Zusammenarbeit mit Bernard Allain geschaffen. Die Glasgemälde wurden zur einem „Mur de Lumière“ versehen, hierzu zählt auch die Fensterrose des Chores. Die verschiedenen verwendeten Farben der Buntglasfenster entfalten je nach Tageszeit unterschiedliche, durch die Sonne erzielte Leuchtkraft. Abends und nachts entfalten die blau-dominierten Glasflächen ihre besondere Aura.
Eine neueres Kunstwerk für den liturgischen Chor ist der 1991 geschaffene Hauptaltar von Jean-Marie Pirot. Das die Evangelistensymbole nach der Vision des Ezechiel verarbeitende Werk besteht aus Bronze und schwarzem Marmor aus Afrika und feiert die lebensschaffende göttliche Kraft und Verheißung. Der Altar wird häufig in die Taufrituale einbezogen. Zum Ensemble des Hochaltars gehören ein Lesepult, ein Sessel und zwei Hocker, ein kunstvoll geschnitztes Weihwasserbecken und ein Kerzenständer.
Seit August 2020 entstand in der Kapelle des südlichen Querschiffs ein monumentales Bild von Augustin Frison-Roche, inspiriert von der biblischen Apokalypse, das den Frieden in einer geschichtlichen und biblisch-endzeitlichen Perspektive zum Thema hat.
Die Statue der Heiligen Jungfrau Maria (Vierge à l’Enfant Notre-Dame de la Grand-Porte) wurde 2005 im nördlichen Seitenschiff aufgestellt. Sie war an der Grand-Porte de Saint-Malo abgenommen worden, um sie zu schützen, und wurde dort durch eine Kopie ersetzt.
Im Südschiff befindet sich eine hölzerne Kanzel aus dem 18. Jahrhundert, die den Bombenangriff von 1944 überstand. An der Westseite des nördlichen Querschiffs befindet sich ein Brunnen, bekannt als „Fontaine Saint-Jean“ oder „Saint-Côme“, der 1719 restauriert wurde. Der Saint-Côme-Flügel an der Nordfassade wurde zwischen 1593 und 1607 vom Architekten Thomas Poussin entworfen und erbaut. Der Flügel an der Südseite, bekannt als „Saint-Julien-Flügel“, wurde bereits zwischen 1461 und 1486 errichtet. Dieser Flügel hat eine verzierte Eingangstür, bekannt als „Porte de Velours“, die 1851 hinzugefügt wurde. Das Gestühl und die Kanzel stammen aus dem 18. Jahrhundert.
Die Kapelle des Heiligen Sakraments ist mit drei Statuen aus weißem Marmor des Bildhauers Francesco Maria Schiaffino geschmückt, die aus der Kapelle des benachbarten Benediktinerklosters stammen. Sie zeigen Saint Benoît und Saint Maur neben einer figürlichen Allegorie des Glaubens.
Ein romanisches Taufbecken aus dem 12. Jahrhundert ist mit einem Baldachin aus dem 19. Jahrhundert bedeckt. Die Holzstatue Notre-Dame de la Croix du Fief stammt aus dem 17. Jahrhundert. Ein Reliquiar mit dem Schädel des Entdeckers Jacques Cartier befindet sich in einer angegliederten Kapelle.

## Orgel und Glocken
Die große Orgel wurde 1977 von der Orgelbaufirma Kœnig aus Sarre-Union gebaut und 1980 eingeweiht. Sie besteht aus vier Manualen, einem Pedal und 35 Registern. Diese Orgel ersetzte eine ältere Orgel im romantischen Stil aus dem Jahr 1893 des in Nantes geborenen Louis Debierre, die 1944 zerstört wurde. Eine neue Chororgel mit zwei Manualen, einem Pedal und 18 Registern von Koenig wurde 2014 hinzugefügt. Der 1972 wiederaufgebaute Turm fungiert auch als Glockenturm; das Geläut der Kathedrale besteht aus fünf Glocken:
- Die Glocke „Jean de Châtillon“ schlägt den Ton „D“. Die Glocke wiegt 1500 kg und wurde am 16. September 1894 geweiht.
- Die Glocke „Jacques Cartier“ schlägt den Ton „C“. Die Glocke wiegt 2550 kg und wurde am 16. September 1894 geweiht.
- Die Glocke „Noguette“ schlägt den Ton „B“. Die Glocke wiegt 1750 kg. Sie wurde am 12. November 1989 neu gegossen und geweiht.
- Die Glocke „Gros Malo“ schlägt den Ton „H-moll“. Die Glocke wiegt 3500 kg. Sie wurde am 17. Juli 1994 neu gegossen und geweiht.
- Die Glocke “Notre-Dame de la Grand' Porte” schlägt den Ton “F”, sie wiegt 1125 kg. Sie wurde 2019 von Cornille-Havard à Villedieu-les-Poêles gegossen.[9]